# آرثر ميرفي
آرثر ميرفي (بالإنجليزية: Arthur Murphy)‏ هو كاتب أيرلندي، ولد في 27 ديسمبر 1727، وتوفي في 18 يونيو 1805 في نايتسبريدج في المملكة المتحدة.